# Campo di internamento di Beaune-la-Rolande

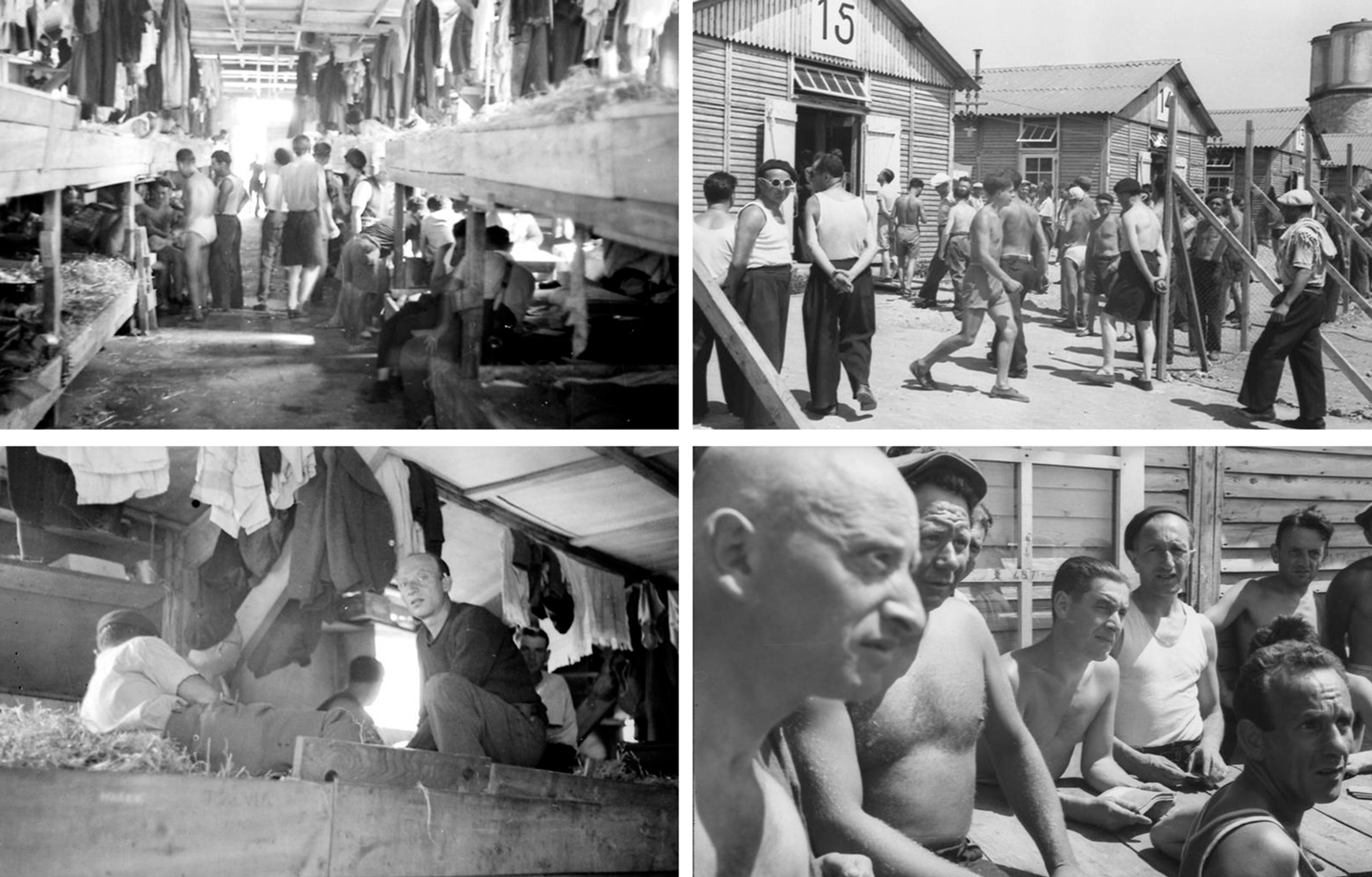
Baracche di Beaune-la-Rolande

Il campo di internamento di Beaune-la-Rolande fu un campo di internamento e transito per gli ebrei, situato a Beaune-la-Rolande nella Francia occupata dai nazisti, fu operativo dal maggio 1941 al luglio 1943, durante la seconda guerra mondiale.
Il campo fu istituito nel 1939, con lo scopo di ospitare i futuri prigionieri di guerra tedeschi. Nel 1940, i tedeschi lo usarono per internare i prigionieri di guerra francesi. Il 14 maggio 1941 arrivarono i primi prigionieri ebrei, la maggior parte dei quali polacchi. Il campo era costituito da 14 baracche circondate da filo spinato, con torri di avvistamento e sotto sorveglianza dei gendarmi francesi. I detenuti lavorarono sia all'interno del campo che presso le fattorie e gli stabilimenti al di fuori del campo. Fu un campo di tipo 1, ospitò tutti i detenuti per decisione delle autorità occupanti tedesche. Nel maggio 1942, per ordine di Theodor Dannecker, i tedeschi subentrarono ai francesi nelle operazioni antiebraiche, iniziarono a deportare la maggior parte degli internati, compresi 1.500 bambini. Nel settembre 1942 il campo divenne una struttura di internamento per prigionieri comunisti non ebrei. Il campo fu chiuso il 4 agosto 1943.
Insieme a Pithiviers e Jargeau, Beaune-la-Rolande fu uno dei tre campi di internamento istituiti nella regione del Loiret. Durante la sua esistenza passarono attraverso il campo 6.800 ebrei, la maggior parte di loro fu deportata e assassinata ad Auschwitz-Birkenau.

## Il campo

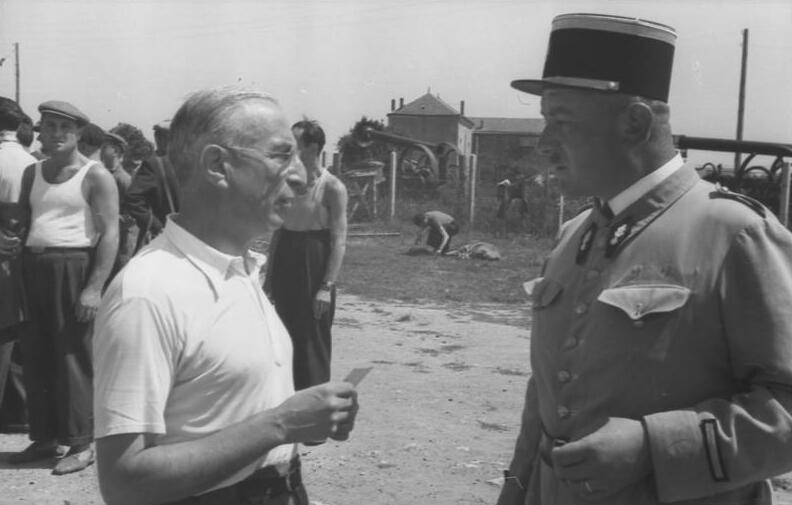
Gendarme francese nel 1941 al campo di Beaune-la-Rolande.

Il campo di Beaune-la-Rolande fu inizialmente costruito nel 1939 per ricevere i futuri prigionieri di guerra tedeschi, dopo la caduta della Francia fu convertito in un campo tedesco per contenere i prigionieri di guerra francesi prima del loro trasferimento nei campi in Germania. Beaune-la-Rolande e il vicino campo di Pithiviers furono due siti di Frontstalag 152, un campo di internamento fondato dalla Wehrmacht il 20 luglio 1940. Entrambi i campi furono sovrappopolati mantenendo circa 13.000 prigionieri ciascuno, stando all'ispezione di un comandante tedesco.
Secondo un'organizzazione umanitaria francese il campo ospitò 14.000 detenuti, di questi molti soffrirono di dissenteria; alla fine del 1940, l'autorità francese confermò che i detenuti, molti dei quali truppe coloniali provenienti dal Marocco e dall'Algeria, furono sull'orlo della fame. Oltre ai prigionieri di guerra, i campi di Beaune-la-Rolande e Pithiviers detennero anche i prigionieri politici francesi. Il Frontstalag 152 fu sciolto il 21 marzo 1941.
A seguito della richiesta del Comando militare tedesco in Francia (Militärbefehlshaber di Frankreich; MBF) di internare tutti gli ebrei stranieri in applicazione della legislazione antiebraica del 1940, il campo divenne un centro di internamento per ebrei parigini nati all'estero. I primi prigionieri ad arrivare nel maggio 1941 furono 1.552 ebrei stranieri e apolidi, principalmente uomini polacchi dell'area parigina, vittime della cosiddetta retata della lettera verde.
Nel maggio 1942, l'SS-Hauptsturmführer Theodor Dannecker ordinò alle autorità tedesche in Francia di subentrare ai francesi nelle operazioni nei campi: ai prigionieri non fu permesso di lasciare il campo e iniziarono le deportazioni. Il 20 luglio 1942, in seguito al rastrellamento del Velodromo d'inverno, un migliaio di ebrei parigini, per lo più donne e bambini, furono trasferiti a Beaune-la-Rolande. All'inizio dell'agosto 1942, 1.500 bambini rimasero a Beaune-la-Rolande, così come a Pithiviers, dopo che i loro genitori furono deportati ad Auschwitz. Il 19, 22 e 25 agosto i bambini furono portati a Drancy, per poi essere deportati ad Auschwitz dove furono assassinati nelle camere a gas. Nel settembre 1942 il campo tornò sotto il controllo francese e fu usato come struttura di internamento per prigionieri comunisti non ebrei.
Il campo fu chiuso il 4 agosto 1943 dal SS-Sturmbannführer Alois Brunner, allora comandante del campo di internamento di Drancy, e dal suo vice Ernst Brückler, agli ordini diretti di Heinrich Himmler.
Il campo fu amministrato dall'ufficio prefettizio del Loiret e frequentemente ispezionato dalle autorità occupanti tedesche. I detenuti furono alloggiati in 19 baracche e sorvegliati dai gendarmi francesi sotto la supervisione nazista: alla fine del 1941 furono presenti quattro ufficiali, 80 gendarmi, 43 doganieri e 22 guardie ausiliarie, per un totale di 120 uomini.
I prigionieri lavorarono sia all'interno delle officine del campo sia all'esterno nelle fattorie e negli stabilimenti dei villaggi circostanti. Beaune-la-Rolande fu associato al campo di Pithiviers, situato a 18 chilometri di distanza. Tra il 20 luglio e il 23 agosto 1941, 313 dei 2.000 prigionieri riuscirono a sfuggire alla custodia, di solito dai cantieri fuori dal campo: 85 solo nell'ultima settimana di luglio che secondo le autorità furono aiutati dalla negligenza dei gendarmi francesi.

## Deportazioni
Due convogli lasciarono Beaune-la-Rolande per Auschwitz-Birkenau nel 1942.
- il convoglio n° 5 del 28 giugno 1942 con 1.038 deportati, di cui 1.034 uomini e 34 donne;[16]
- il convoglio n° 15 del 5 agosto 1942 con 1.014 deportati, di cui 425 uomini e 589 donne.[17]

## Commemorazione

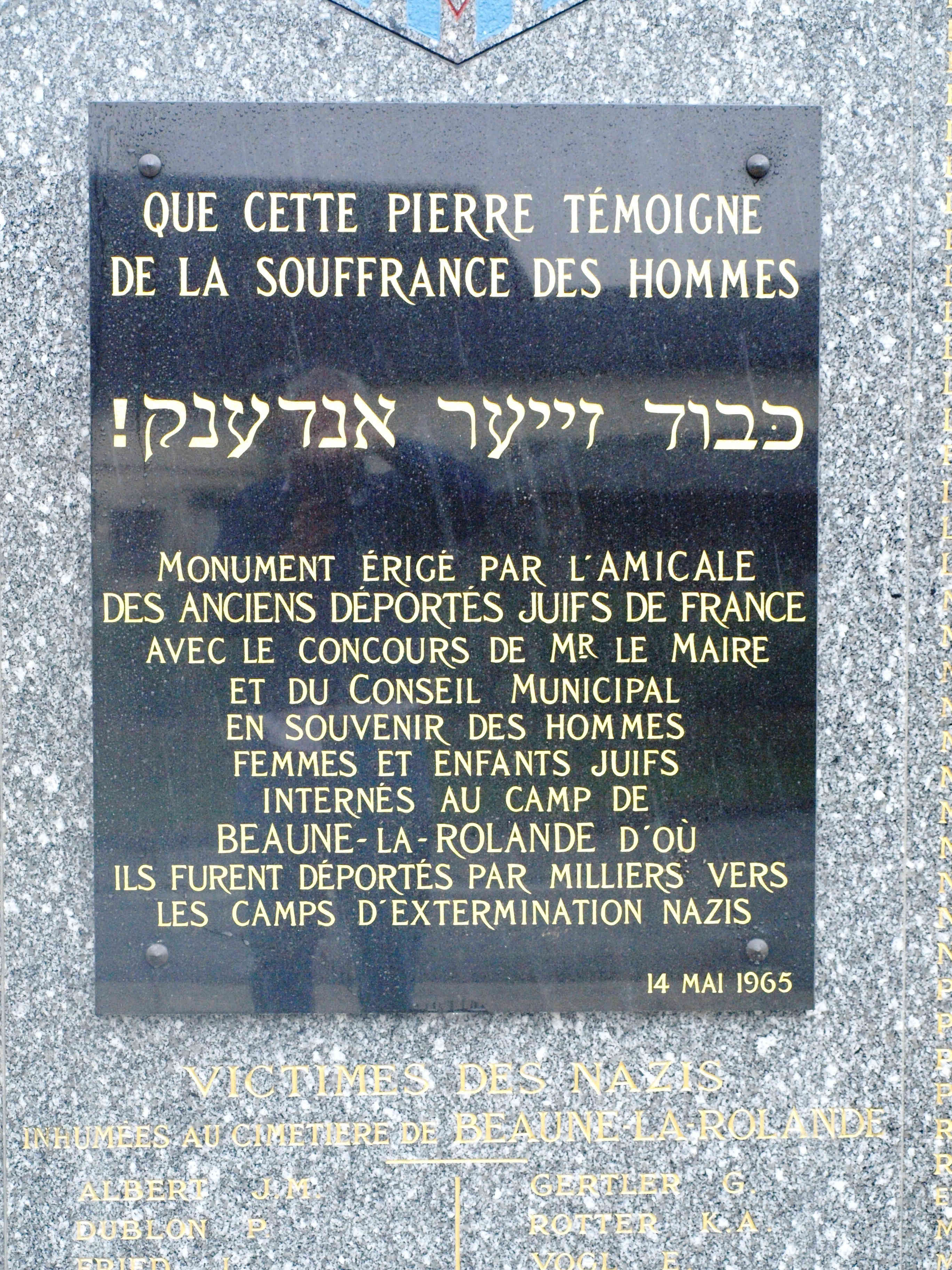
"Possa questa pietra testimoniare la sofferenza degli uomini"